# 1933 en santé et médecine
| Années de la santé et de la médecine : 1930 - 1931 - 1932 - 1933 - 1934 - 1935 - 1936    |
| Décennies de la santé et de la médecine : 1900 - 1910 - 1920 - 1930 - 1940 - 1950 - 1960 |

Cet article présente les faits marquants de l'année 1933 en santé et médecine.

## Événements
- En bactériologie-virologie : découverte des sérotypes par la microbiologiste américaine Rebecca Lancefield.
- Evarts Ambrose Graham (1883-1957) réalise la première lobectomie pulmonaire[1].

## Prix
- Prix Nobel de physiologie ou médecine : Thomas Hunt Morgan (1866-1945), embryologiste et généticien américain.

## Décès
- 29 octobre : Léon Charles Albert Calmette (né en 1863), médecin et bactériologiste militaire français[2].
- 3 novembre : Émile Roux (né en 1853), médecin, bactériologiste et immunologiste français.